# Ston Easton
Ston Easton est une paroisse civile et un village du Somerset, en Angleterre.